# Achilles Puchała
Blahoslavený Achilles Puchała (18. března 1911, Kosina – 19. července 1943, Borowikowszczyzna) byl polský římskokatolický kněz, minorita a mučedník.

## Život
Narodil se 18. března 1911 v Kosině. Když mu bylo 16 let vstoupil k františkánům. V letech 1932–1937 studoval filosofii a teologii v Krakově. Na kněze byl vysvěcen roku 1936. Po ukončení studií se stal kaplanem ve františkánském klášteře v Grodně. Poté, od roku 1939 byl druhým vikářem v Ivjaněci.
Po začátku 2. světové války byl přesunut do obce Pierszaje vzdálené asi 20 km, aby se stal farářem farnosti svaté Marie Magdalény. Po protinacistickém povstání v Ivjaněcu, v červnu 1943, byl zatčen Němci. Spolu s otcem bl. Karolem Hermanem Stępieńem byl Gestapem zavražděn a spálen ve stodole. Pozůstatky mučedníků byly uloženy u kostela v Pierszajích.

## Beatifikace
Blahořečen byl dne 13. června 1999 papežem sv. Janem Pavlem II. ve skupině 108 polských mučedníků za doby nacismu.